# Neagathia corruptata
Neagathia corruptata là một loài bướm đêm trong họ Geometridae.